# Aleksandr Zinovyev
Aleksandr Aleksandrovich Zinovyev (29 de outubro de 1922 - 10 de maio de 2006) foi um dissidente, lógico e escritor de crítica social russo.
Nasceu em uma família pobre do interior, ele se destacou na Segunda Guerra Mundial e depois na bolsa de estudos de lógica. Em 1970 ele surgiu como crítico do sistema Político Soviético, sacrificando seu alto posto acadêmico em Moscou, Eventualmente Zinovyev foi exilado em 1978, depois que seus livros românticos Yawning Heights e The Radiant Future foram publicados na Europa. Ele continuou a desenvolver suas ideias sócio-fílosoficas em publicações posteriores, na época com seu gênero original de romances sociológicos.
Zinovyev escreveu o livro "Uma Tragédia Russa" sobre o colapso da União Soviética, chamando-o de catástrofe. No fim da vida, ele defendeu o sistema soviético tratando a pós União Soviética Russa com desprezo. Ele considerava Stalin como uma das maiores personalidades da história.

## Juventude
Aleksandr Aleksandrovich Zinovyev nasceu no vilareijo de Pakhtino, distrito de Chukhlomskym Kostroma Oblast como o sexto filho de Aleksandr Yakovlevich e Appolinariya Vasilyevna. Poucos anos depois eles se mudaram para Moscou, procurando uma melhor qualidade de vida.
Zinovyev destacou-se na escola, e em 1939 entrou no Instituto de Filosofia, Literatura e História de Moscou. Ele logo foi expulso por atitudes negativas a se coletivizar. e proibido de se registrar em outra instituição. Ele alegou que estava envolvido com a conspiração do assassinato de Stalin durante um desfile da escola, mas o plano foi cancelado;Também, que foi preso, mas escapou da acusação. Ele se juntou ao exercito vermelho em 1940 e lutou na Grande Guerra Patriótica, como um piloto de caça, recebendo honras e medalhas por serviço notável.

## Trabalho cientifico em Moscou
Em 1946 Aleksandr Zinovyev entrou na Moscow State University; desde que ele contou da sua suspensão do ensino superior, negou o suborno por suborno - uma caixa de doces. Ele se graduou em 1951 com a mais alta honraria com sua tese estrutura lógica de Marx’ Das Kapital. Durante as décadas seguintes ele se tornou um dos mais importantes lógicos da União Soviética.
Como professor e chefe do departamento da MSU, Zinovyev acumulou sutilmente a reputação de dissidente, tendo recusado de expulsar pessoas politicamente discriminadas, e, em um gesto de protesto contra o culto à personalidade de Brezhnev, ele abdicou do conselho do editorial “Problemas da Filosofia”. O jornal líder de filosofia da época.

## O Romance Sociológico
As diversas histórias satíricas de Zinovyev se juntaram em seu primeiro maior trabalho não acadêmico. Yawning Heights. Depois do lançamento do livro na Suíça em 1976, Zinovyev foi rebaixado da sua posição de professor universitário, evitado pela academia de ciências, Perdendo todos os seus méritos, inclusive as medalhas de guerra., e oferecido a liberdade de deixar a União Soviética depois de seu segundo romance de mesmo estilo satírico, "O Futuro Radioso", ser publicado no oeste em 1978. Com sua família, estabeleceu-se em Munique, onde viveu até 1999.

### Trabalho sociológico no exílio
Entre os trabalhos não fictícios de Zinovyev da época estão "Without Illusion" (1979), "The Reality of Communism" (1980), "We and the West" (1981), "Communism as a Reality" (1981), "Gorbachevism" (1987). A última foi publicada na França, em 1987 (Lausanne, L' ge d'homme). "Without Illusion" é uma coleção de dissertações, palestras, e transmissões por Zinovyev. Ele assim explicou seu modo de interpretação da sociedade Comunista, quando expressando lealdade ao método cientifico. Zinovyev postulou que os poderes ocidentais tinham subestimado a ameaça comunista, e especialmente a infiltração pacífica dos traços comunistas na sociedade Ocidental. Ele reivindicou que o Comunismo não tinha destruído, e principalmente não destruiu as diferenças sociais entre as pessoas, mudando somente as manifestações exteriores de desigualdade.
Zinovyev enfatizou sua visão sobre as principais peculiaridades do regime soviético não eram irracionais na essência, nem o resultado de algumas incidentes das circunstâncias. Antes, ele reclamaria, que eles seguiram a inerente “Lei da sociedade”, o resultado sistemático das ações combinadas dos seus participantes. Mesmo assim, Zinovyev era um dos mais francos críticos do regime soviético até a era da Perestroyka diferente do  Solzhenitsyn, que solicitou um tipo restauração da Rússia pré-1917. Zinovyev negou todo o crédito para Igreja Ortodoxa Russa e as doutrinas nacionalistas.
Em seu livro "The West: phenomenon of Westrnism" (1995) Zinovyev apresentou uma analise detalhada da moderna sociedade capitalista o qual ele chamou de “Ocidentalismo”. Na introdução do livro Zinovyev escreveu que ele chegará a conclusão que pode ser resumido como se segue. Em termos econômicos o ocidentalismo se esforça para criar trabalhos e fluxos de receita para aqueles que não produzem produtos e serviços, e para fortalecer empresas como o meio mais efetivo de forçar pessoas para trabalhar. O ocidentalismo em termos políticos e sociais procura fortalecer o aspecto antidemocrático da sociedade, e transformar a democracia em em uma camuflagem para um estado totalitarista.

## Depois da “Catastroika”
Zinovyev cessou o criticismo no inicio da perestroika, anos antes da explosão de crimes e problemas socioeconómicos que a Rússia enfrentou em 1990. Ele falou em defesa de alguns aspetos do regime Soviético, e condenado mais radicalmente pelas reformas iniciadas por Boris Yeltsin. Ele argumenta que o ocidente era a influencia chave na queda d União: “Liderada pelos Estados Unidos (uma super sociedade global baseada no USA). O ocidente tinha intencionalmente implementado o programa para a destruição da Rússia. Em 1996, ele apelou ao publico para apoiar Gennady Zyuganov, um comunista que eventualmente perdeu as eleições presidenciais para Yeltsin. De acordo com Aleksandr Solzhenitsyn, Zinovyev da coletivização da URRS como de “um presente a muito esperado para os camponeses Russos”.

### Retorno para Rússia
Depois de 21 anos de exílio, Aleksandr Zinovyev retornou a Rússia em 1999, declarando que ele não poderia mais viver “no campo onde aqueles que destruíram meu pais e meu povo”. Ele visitou e aprovou o líder da Jugoslávia, Slobodan Milosevic, que era acusado inconclusivamente de crimes de guerra. Em relação a Joseph Stalin, Zinovyev declarou “Eu o considero uma das maiores personalidades na história da humanidade. Na história da Rússia ele foi, na minha opinião, ainda melhor que Lenin. Até à morte de Stalin eu era anti-estalinista, mas sempre o considerei como uma personalidade ilustre”.
Na sua entrevista online, Zinovyev manteve todas as acusações trazidas contra Milosevic foram meramente delicadas; ele também declarou que admirava Radovan Karadzic e Ratko Mladic. Quem ele considera como uma pessoa significante do século 20. Zinovyev era copresidente do comitê de defesa internacional para defender Slobodan Milosevic. Ele comparou o processo de globalização para Terceira Guerra Mundial, qual primeiro, fase completou foi a Guerra Fria.
Em 10 de maio de 2006 Aleksandr Zinovyev morreu em Moscou, de câncer no cérebro.

## Honras
- Membro da academia Finlandesa de ciências, 1974
- Membro da academia Italiana de ciências, 1978
- Membro da academia academia bávara de artes, 1984
- Prix Europeén de l'essai laureate, 1977
- Prêmio de melhor romancista da Europa, 1978
- Prix Médicis Étranger laureate, 1978
- Prix Alexis de Tocqueville laureate, 1982
- Cidadão Honorário de Ravenna, Avignon, Orange e Kostroma

### Trabalho científico
- The Philosophical Problems of the Polyvalential Logic (Философские проблемы многозначной логики, 1960)
- Логика высказываний и теория вывода (1962)
- The Principles of the Scientific Theory of Scientific Knowledge (Основы научной теории научных знаний, 1967)
- Complex Logics (Комплексная логика), 1970)
- The Logics of Science (Логика науки), 1972
- Logical Physics (Логическая физика), 1972

### Trabalhos sociológicos e ficcionais
- The Yawning Heights (Зияющие высоты) 1976
- The Radiant Future (Светлое будущее) 1978
- On the Threshold of Paradise (В преддверии рая) 1979
- Without Illusions  (Без иллюзий) 1979
- Notes of the Nightwatchman (В преддверии рая) 1979
- Communism as a Reality (Коммунизм как реальность) 1980
- The Yellow House (Желтый дом) 1980
- We and the West  (Мы и Запад) 1981
- Homo Soveticus (Гомо советикус) (1982) ISBN 0-87113-080-7
- No Liberty, No Equality, No Fraternity  (Ни свободы, ни равенства, ни братства) 1983
- Para Bellum (Пара беллум) 1982
- My Home my Exile (Мой дом – моя чужбина) 1982
- The Wings of Our Youth (Нашей юности полёт) 1983
- Gospels for Ivan (Евангенлие для Ивана) 1982
- Go to Golgatha (Иди на Голгофу) 1985
- Gorbachevism (Горбачевизм) 1988
- Catastroika (Катастройка[ligação inativa]) 1988
- Live! (Живи) 1989
- My Chekhov (Мой Чехов) 1989
- The Embroilment (Смута, 1994)
- The Russian Experiment (Русский эксперимент) 1994
- The West: phenomenon of westernism (Запад: феномен западнизма) 1995
- The Post-Communist Russia (Посткоммунистическая Россия) 1996
- The Global Humant Hill (Глобальный человейник) 1997
- The Russian Fate (Русская судьба) 1999
- The Global suprasociety and Russia (Глобальное сверхобщество и Запад) 2000
- The Endeavour (Затея) 2000
- The Demise of Russian communism (Гибель русского коммунизма) 2001
- The logical sociologe (Логическая социология) 2003
- The West (Запад) 2003
- The Russian tragedy: the Death of a Utopia (Русская трагедия: гибель утопии) 2002
- The Ideology of the Party of the Future (Идеология партии будущего) 2003
- Suprasociety ahead (На пути к сверхобществу) 2004
- The logical intellect (Логический интеллект) 2005
- The crossroads (Распутье) 2005
- The confession of a dissident (Исповедь отщепенца) 2005
- The factor of cognizance (Фактор понимания) 2006

### Sobre Zinovyev
- Alexander Zinoviev as Writer and Thinker: An Assessment by Philip Hanson; Michael Kirkwood
  - Reviewed in Slavic Review Vol. 48, No. 4 (Winter, 1989), pp. 694–695 by Alex de Jonge and in Russian Review Vol. 49, No. 4 (Oct., 1990), pp. 490–492 by Catharine Theimer Nepomnyashchy
- Alexander Zinoviev on Stalinism: Some Observations on "The Flight of Our Youth". By Philip Hanson in Soviet Studies Vol. 40, No. 1 (Jan., 1988), pp. 125–135